# Iwan Tukalo
Pour les articles homonymes, voir Iwan.
Pas d'image ? Cliquez ici

a Compétitions nationales et continentales officielles uniquement.

b Matchs officiels uniquement.
Dernière mise à jour le 12 juin 2025.
Iwan Tukalo, né le 5 mars 1961 à Édimbourg (Écosse), est un joueur écossais de rugby à XV. Il joue avec l'équipe d'Écosse de 1985 à 1992, évoluant au poste d'ailier.

## En équipe nationale
Né en Écosse d'un père ukrainien et d'une mère italienne, Iwan Tukalo commence à jouer au rugby au Royal HSFP, avant de rejoindre le Selkirk RFC.
Il obtient sa première cape internationale avec l'équipe d'Écosse le 2 février 1985, à l'occasion d'un match contre l'équipe d'Irlande. 
Il fait partie de l'équipe qui remporte le Grand Chelem en 1990, il participe également aux Coupes du monde 1987 et 1991.

## Palmarès
- 37 sélections avec l'équipe d'Écosse.
- 15 essais, 60 points.
- Sélections par année : 1 en 1985, 8 en 1987, 4 en 1988, 5 en 1989, 5 en 1990, 8 en 1991, 6 en 1992.

- Tournois des Cinq Nations disputés : 1985, 1987, 1988, 1989, 1990, 1991, 1992.
- Participation à la Coupe du monde : 1987 (4 matchs, trois essais), 1991 (6 matchs, quatre essais).
- Grand Chelem en 1990.